# 羚邦集團
羚邦集團有限公司（英語：Medialink Group Limited），是香港的一家影視、動畫、品牌及專利等授權代理公司。於亞太區授出各種品牌授權方擁有的品牌版權，包括商品授權（玩具、服裝及鞋履、保健及美容產品以及餐飲使用）、大型實體娛樂權（活動、主題公園、商場、咖啡店及餐廳使用）及促銷權。

## 概要
1994年3月，羚邦影視（國際）有限公司（Medialink International Limited）由趙小燕於英屬香港公司註冊處註冊成立，並在台灣、上海、新加坡等地設立辦事處；常以「Medialink Pacific Limited」、「Medialink Entertainment Limited」名義處理業務。
「羚邦」代表「羚羊飛躍到彼邦」，「Medialink」則是「link the media」，即連繫媒體。最初以10萬港元開設公司並找其妹趙小鳳一起闖蕩
，其姊趙小玲則於1997年加入。因趙小燕創業前從事相關工作，為避免與舊東家競爭，選片找日本動畫及韓劇、台劇，主攻熟悉的東南亞地區，致力開拓中國大陸市場。
2000年8月，趙小燕與趙小鳳各持50%股份成立羚邦動畫，姊妹分任正副總裁。由於本身僅負責授權代理事宜，而與其他廠商如香港的亞洲影帶、台灣的采昌國際多媒體合作發行動畫影音產品。
2016年，從《龍心戰紀》開始共同投資日本動畫製作。2017年，自行發行擁有動畫代理的動畫電影，並涉足真人電影發行，《銀魂》便是其首部直接香港發行的電影（2014年曾由羚邦娛樂發行台灣紀錄片《十二夜》），同時投入電影製作，當中包括由邱澤及謝盈萱主演的台灣電影《誰先愛上他的》。
趙小燕在2018年整合公司集團化，隔年羚邦集團於香港聯合交易所主板上市。

## 沿革
- 1994年3月15日，羚邦影視（國際）有限公司在香港註冊成立，從事節目、專利授權業務。
- 2000年8月11日，羚邦動畫（國際）有限公司在香港註冊成立，開始專注動畫代理方面業務。9月27日，Medialink Pacific Limited在英屬維爾京群島註冊。10月13日，羚邦娛樂有限公司在香港註冊成立，開展娛樂相關業務。
- 2001年7月11日，英基貿易有限公司（Smartlink Trading Limited）在香港註冊成立；11月5日，變更為羚邦（遠東）有限公司，著眼中國大陸授權市場。
- 2004年6月25日，香港羚邦远东有限公司上海代表处註冊開設。
- 2006年8月21日，Medialink Brand Management Pte., Ltd.在新加坡註冊，為首個海外辦事處；翌年3月營運。
- 2009年10月2日，羚邦（亞洲）有限公司於萨摩亚註冊，準備在台灣設置分公司。10月27日，羚邦影視由成員解散。
- 2010年6月4日，薩摩亞商羚邦（亞洲）有限公司台灣分公司註冊成立。
- 2012年9月14日，羚邦星艺文化发展（上海）有限公司在上海註冊成立。
- 2014年3月11日，羚邦星艺在北京設置分公司。7月2日，香港羚邦远东上海代表处註銷[10]。
- 2015年12月4日，Whateversmiles Limited在香港註冊成立。
- 2016年7月29日，羚邦控股有限公司在香港註冊成立。
- 2017年4月3日，Whateversmiles株式會社在日本東京註冊成立。
- 2018年8月27日，羚邦動畫由趙小燕全資所有。10月23日，於英屬維爾京群島註冊設立RLA Company Limited，著手公司集團化事宜。10月29日，羚邦集團有限公司在開曼群島註冊成立。11月13日，羚邦娛樂控股有限公司、羚邦投資控股有限公司及羚邦授權控股有限公司在英屬維爾京群島註冊設立。
- 2019年5月21日，公司及股權架構重組後，羚邦集團在香港聯合交易所主板上市。
- 2020年1月20日，羚邦星艺在广州設置分公司。5月19日，羚邦文化创意（北京）有限公司於北京註冊成立。12月25日，羚邦文化创意投资（广州）有限公司在廣州註冊成立。

## 品牌

### Ani-One
Ani-One全稱「Anime for everyone!」，是由香港羚邦动画成立的動畫播放頻道。該頻道的內容目前在香港可以經由myTV SUPER平台訂閱觀看，在馬來西亞及汶萊可透過dimsum平台觀看，在台灣則與LINE TV、KKTV、Hami Video、myVideo等平台合作開設專區。。在YouTube上創立頻道，一般作品可觀看地區包括大中華區，東南亞，南亞，中亞與大洋洲部分共39個地區，部分作品在某些地區授權其他平台，YouTube上該地區會無法觀看。
2020年10月推出Ani-One的看板娘Ani Gal，名為「安妮娜」（Anina）。
2022年8月在YouTube上再設立中文官方動畫頻道來服務中文地區的觀眾，並上架粵配及台配的動畫。

#### YouTube頻道列表
| 頻道名稱                | 開設日期(UTC+8) | 服務範圍   | 訂閱人數                   | 備註 |
| ----------------------- | --------------- | ---------- | -------------------------- | ---- |
| Ani-One Asia            | 2016年7月14日   | 亞洲地區   | 453萬（截至2025年5月9日）  |      |
| Ani-One中文官方動畫頻道 | 2022年3月11日   | 亞洲地區   | 98.5萬（截至2025年5月9日） |      |
| Ani-One Thailand        | 2022年8月23日   | 泰國       | 130萬（截至2025年5月9日）  |      |
| Ani-One Philippines     | 2023年5月17日   | 菲律賓     | 28.3萬（截至2025年5月9日） |      |
| Ani-One Vietnam         | 2023年6月22日   | 越南       | 60.8萬（截至2025年5月9日） |      |
| Ani-One Indonesia       | 2024年4月11日   | 印度尼西亞 | 44.1萬（截至2025年5月9日） |      |
| Ani-One India           | 2024年9月6日    | 印度       | 3.13萬（截至2025年5月9日） |      |

### Ani-Mall
由於逐漸成長的中國大陸市場開始收緊，2019年銷售總額下挫，周邊商品部分卻上漲31%、佔收入總額五分之一。而2020年COVID-19疫情雪上加霜，更促成改變的契機，因此自家電商平台Ani-Mall網站在同年8月28日開張，銷售授權周邊商品。

#### Ani-Two
電商平台Ani-Mall的線下商店，主要於動漫展覽設店，售賣動漫周邊商品。

### Ani-Kids
集團掛牌上市時，即看好學齡前卡通在市場上的發展，翌年推出益智點播平台Ani-Kids於9月19日登錄香港myTV SUPER，可收看多套來自世界各地的益智兒童節目。

### Ani-Mi
2023年10月開設的品牌，將中國大陸的作品本地化後，在香港和台灣等中文地區推出。

#### YouTube頻道列表
| 頻道名稱             | 開設日期(UTC+8) | 服務範圍 | 訂閱人數                   | 備註 |
| -------------------- | --------------- | -------- | -------------------------- | ---- |
| Ani-Mi動漫迷動畫頻道 | 2023年6月23日   | 亞洲地區 | 14萬（截至2025年5月9日）   |      |
| Ani-Mi Asia          | 2023年8月22日   | 亞洲地區 | 13.7萬（截至2025年5月9日） |      |

## 出品電影
- 一秒拳王（2020）
- 濁水漂流（2021）

## 香港代理經營外購劇集
- 流星花園（2001）
- 大長今（2003）

## 獲獎紀錄
亞洲專利授權業大獎
- 2005年度最佳專利授權代理商、最佳授權產品宣傳項目
- 2007年度最佳專利授權代理商[20]
- 2008年度最佳專利授權代理商[21]
- 2010年度最佳專利授權代理商、香港傑出市場推廣大獎[22]
- 2015年度中國動漫授權業 十大海外品牌
- 2018年度玉猴獎 十佳授權團隊
- 2018年中國授權業大獎 年度創意授權產品 – 軟綫
- 2018年中國授權業大獎 年度企業品牌及時尚﹑生活方式授權IP
- 2018年中國授權金星獎優秀海外原創授權IP獎
- 2019年第十五屆中國國際動漫游戲博覽會 最具商業價值IP獎
- 2019年中國授權金星獎 優秀主題空間授權合作項目獎
- 2021年度玉猴獎 十佳授權團隊
- 2021年度玉猴獎 十佳IP代理授權商
- 2021年中國授權業大獎 年度企業品牌及時尚﹑生活方式授權IP

企業及ESG獎項
- 2020年亞太傑出企業獎 卓越企業獎 (媒體娛樂)
- 2021年「工業獻愛心」表揚計劃 卓越關懷大獎
- 2021年灣區企業可持續發展大獎 傑出灣區企業社會可持續發展獎 (減少不平等)
- 2021年灣區企業可持續發展大獎 傑出灣區企業綠色可持續發展傑出獎 （水下生物）
- 2021-22年度 積金好僱主
- 2022年度 HKMA 優質管理獎「中小企特別獎」
- 2022年上巿公司年度大獎
- 2022年環境, 社會及管治卓越獎 (其他及 GEM 公司) 評獎委員會嘉許
- 2022年滙豐營商新動力奬勵計劃 環境、社會及管治獎 優異獎
- 2022-23年度 積金好僱主

## 外部連結
- 官方网站